# Дюсакен
Дюсакен (каз. Дүйсекен) — разъезд в Бородулихинском районе Абайской области Казахстана. Входит в состав Бель-Агачского сельского округа. Код КАТО — 633835600.

## Население
В 1999 году население разъезда составляло 72 человека (41 мужчина и 31 женщина). По данным переписи 2009 года, в разъезде проживали 64 человека (34 мужчины и 30 женщин).